# インサイダー (映画)
『インサイダー』（原題：The Insider）は、1999年に公開されたアメリカ映画。アメリカのタバコ産業の不正を告発したTVプロデューサーと大手タバコ会社副社長を描いた社会派ドラマで、実話が基になっている。
アカデミー賞の主演男優賞（ラッセル・クロウ）や監督賞など7部門にノミネートされた（受賞はなし）。

## あらすじ
ある日、CBSの人気ドキュメンタリー番組『60 Minutes』のプロデューサー、ローウェル・バーグマンの元に匿名で書類が届けられる。それはタバコ産業の不正を告発する極秘ファイルだった。彼はアメリカの大手タバコメーカーB&W社で研究開発担当副社長を務めたジェフリー・ワイガンドに接触し、インタビューに応じるよう説得する。マスコミとの接触を知ったB&W社に圧力をかけられたワイガンドは苦悩するが、『60 Minutes』のインタビューに応じ、法廷で証言することを決意。『60 Minutes』の看板キャスター、マイク・ウォレスによるインタビューの収録を受ける。しかし、CBSの上層部はタバコ産業との訴訟を恐れ、ワイガンドのインタビューをカットして放送する事を決定、バーグマンも『60 Minutes』を降ろされてしまう。

## キャスト
| 役名                     | 俳優                         | 日本語吹替 | 日本語吹替 |
| 役名                     | 俳優                         | ソフト版   | 機内上映版 |
| ------------------------ | ---------------------------- | ---------- | ---------- |
| ローウェル・バーグマン   | アル・パチーノ               | 小川真司   | 菅生隆之   |
| ジェフリー・ワイガンド   | ラッセル・クロウ             | 寺杣昌紀   | 大塚芳忠   |
| マイク・ウォレス         | クリストファー・プラマー     | 小林清志   | 有本欽隆   |
| リアーン・ワイガンド     | ダイアン・ヴェノーラ         | 山像かおり | 山像かおり |
| ドン・ヒューイット       | フィリップ・ベイカー・ホール | 村松康雄   | 塚田正昭   |
| シャロン・ティラー       | リンゼイ・クローズ           | 磯辺万沙子 | 沢田敏子   |
| デビー・デ・ルカ         | デビ・メイザー               | 桜澤凛     |            |
| エリック・クラスター     | スティーヴン・トボロウスキー | 御友公喜   | 伊藤和晃   |
| リチャード・スクラッグス | コルム・フィオール           | 諸角憲一   |            |
| ロン・モトリー           | ブルース・マッギル           | 楠大典     |            |
| ヘレン・カペレッリ       | ジーナ・ガーション           | 佐藤しのぶ |            |
| トーマス・サンドファー   | マイケル・ガンボン           | 関貴昭     |            |
| ジョン・スキャンロン     | リップ・トーン               |            |            |
| ノーマン（カメラマン）   | マイケル・ポール・チャン     |            |            |
| マイケル・ムーア         | マイケル・ムーア             | 加藤亮夫   |            |
| ジョン・ハリス           | ウィリー・C・カーペンター    | 谷昌樹     |            |
| ロバートソンFBI捜査官    | ネスター・セラーノ           | 宗矢樹頼   |            |
| ウイリアムズ教諭         | リン・ティグペン             | 西宏子     |            |
| マーク・スターン         | ロバート・ハーパー           | 安井邦彦   |            |
| ジム                     |                              | 横島亘     |            |

- ソフト版：2001年1月17日発売。　※Blu-ray・DVD・VHS収録

その他の声の出演 - 城雅子、望月久代、関貴昭、清水敏孝、丸山純路
翻訳 - 中島多恵子、演出 - 福永莞爾

## 評価
レビュー・アグリゲーターのRotten Tomatoesでは137件のレビューで支持率は96%、平均点は8.10/10となった。Metacriticで34件のレビューを基に加重平均値が84/100となった。

## 関連事項
- CBSドキュメント
- インサイダー